# وليم فرنسيس مولن الثالث
اللواء وليم فرنسيس مولن الثالث ضابط في بحرية الولايات المتحدة. تم نشره في الفلوجة في العراق في عام 2007 أثناء عملية حرية العراق. شارك في كتابة كتاب مع دانيال غرين بعنوان استرجاع الفلوجة: صحوة الأنبار والنضال مع تنظيم القاعدة.

## السيرة العسكرية
خدم مولن في عملية درع الصحراء حيث شارك في بعثات مكافحة المخدرات مع فرقة العمل المشتركة 6 (المعروفة الآن باسم فرقة العمل المشتركة الشمالية).
في عام 2005 خدم مولن في الفلوجة بالعراق في وظيفة ضابط العمليات لفريق القتال القتالي 8 من الشعبة البحرية الثانية. في عام 2007 قاد الكتيبة الثانية من قوات المارينز السادسة في الفلوجة.

## التأليف
شارك مولن في كتابة كتاب مع دانيال غرين بعنوان استرجاع الفلوجة: صحوة الأنبار والصراع مع تنظيم القاعدة الذي نشر في سبتمبر 2014. ذكر في الكتاب تفاصيل الصراع العسكري الأمريكي مع التمرد العراقي في محافظة الأنبار وتحديدا في مدينة الفلوجة خلال عملية «حرية العراق». يصف المؤلفان كيف استولت القوات الأمريكية على الفلوجة في عام 2003 ولكن المدينة أخذت بعد ذلك من قبل جماعات متمردة مثل تنظيم القاعدة الأمر الذي جعل الجيش الأمريكي يستعيد المدينة في عام 2004. قدم المؤلفان إستراتيجية من قبل المخططين العسكريين الأمريكيين للعمل مع السكان المحليين من أجل مقاومة المتمردين الذين اعتبروا عدوا مشتركا.